# Luiz Alves
Luiz Alves é um município brasileiro do estado de Santa Catarina. Localiza-se à latitude 26º43'14" sul e à longitude 48º55'58" oeste. Sua população estimada em 2022 é de 11.684 habitantes.
A cidade apresenta paisagens naturais, com quedas d'água, grutas e cachoeiras encravadas em campos verdes. É conhecida como "O Paraíso Verde do Vale", devido à grande área de mata atlântica presente no município. Também é conhecida como “Capital Nacional da Cachaça” devido ao grande volume de produção da bebida e por produzi-la tanto de forma artesanal como industrializada.
O município é, também, o segundo maior produtor de banana do estado, destacando-se pela qualidade de suas verduras, do arroz e de outras culturas.
Em novembro de 2008, uma catástrofe ambiental atingiu o Vale do Itajaí, sendo que em Luiz Alves foram registrados vários alagamentos e deslizamentos, que deixaram 11 pessoas mortas, cerca de 500 desalojadas e 300 desabrigadas, além de 500 casas terem sido danificadas e 110 destruídas. Serviços de água, energia elétrica, telefonia, transportes e comunicação foram gravemente prejudicados, além de ocorrências de deslizamentos de terra e formação de crateras na rodovia SC-413 e na estrada que dá acesso a Blumenau. O município ficou cinco dias isolado, tendo sido decretada situação de calamidade pública.

## História
O início da colonização da área em que hoje se situa o município de Luiz Alves é incerta, pois seu povoamento se deu de forma esparsa através de pessoas vindas de Itajaí que subiam o vale colonizando cada vez mais seu interior, chegando a ocupar seu médio vale, pois a área que compreende o alto Luiz Alves e seus afluentes era terra devoluta e habitada somente por índios Tapuias, que eram nômades, conhecidos hoje pelo nome Xokleng ou Lã-Klanõ, e que ocupavam toda a área do Vale do Itajaí. Por volta de 1867 já era citado o nome da localidade "Luiz Alves" ou "Sertão do Luiz Alves" nos registros de casamento, batismo e óbito da Matriz do Santíssimo Sacramento, em Itajaí.
Em dezembro de 1876, a Comissão encarregada de discriminar as terras do domínio particular, no então município de Itajaí, segue para o rio Luiz Alves, a fim de escolher o melhor local para o estabelecimento de uma colônia, e, em função de tal desejo, foram criados 16 lotes, com 275 metros de frente e 1.100 metros de fundos.
Em 1877, a área territorial da "Colônia Luiz Alves" era de 12 léguas quadradas. Isto significava que, em fins de setembro de 1877 haviam sido medidos 224 lotes. E, em novembro de 1877, a colônia “Luiz Alves” tem iniciado o seu povoamento. Os italianos foram os pioneiros na colonização de Luiz Alves e logo após foram seguidos pelos alemães, austríacos e portugueses. Em 29 de novembro de 1877 chegava o primeiro grupo de 79 colonos. O segundo grupo chegou em 10 de dezembro de 1877 e  um terceiro grupo chegou no dia 30 de dezembro de 1877.
Foram esses colonos italianos e austríacos, que ocuparam os primeiros 52 lotes, sendo 28 lotes às margens do rio Luiz Alves e 24 lotes às margens do Braço do Norte. Já os colonos alemães ocuparam 11 lotes às margens do ribeirão Máximo, enquanto os colonos nacionais tiveram 30 lotes, às margens dos ribeirões Serafim e Braço Seco. E por último os portugueses que ocuparam lotes às margens do Rio do Peixe. O diretor da colônia, era Júlio Grothe, que foi demitido em 13 de setembro de 1878 e substituído pelo engenheiro Pedro Luiz Taulois, o qual exerceu a função até a emancipação política de Luiz Alves.
A colônia de Luiz Alves sofreu também vida acidentada, registrando-se vários motins entre os colonos, obrigando o emprego e a permanência de força policial para manter a ordem. Tal situação motivou o seu lento progresso até que, em 1890 o governo da Província de Santa Catarina viu-se na contingência de lhe retirar os favores coloniais, extinguindo a colônia Luiz Alves.
Iniciada em 1877 com 230 colonos, em 1878 elevava o seu número para cerca de 500. Apesar da extinção da colônia, o processo de diáspora foi relativamente lento, apresentando 83 colonos ainda em 1892, no ano seguinte, 78, e em 1894 ainda 6.
Após Pedro Luís Taulois administrar a colônia, os interesses desta passaram a ser dirigidos por Brusque e mais tarde por Blumenau. Em 1893, a companhia Torrens estabeleceu 83 colonos em área medida em Luiz Alves, seguindo-se, nos dois anos seguintes, mais 84, aproveitando assim 167 dos 475 lotes demarcados. Ao se seguir a administração da colônia pelas cidades de Brusque e Blumenau, esta foi relegada ao esquecimento. 
Por decreto de 10 de janeiro de 1903 passou a ser Distrito do município de Itajaí. Em 1958, através da Lei Nº 348/58 é elevado à categoria de município. A emancipação política completa ocorre no dia 18 de julho de 1958, sendo eleito como primeiro prefeito de Luiz Alves o senhor Guilherme Schwanke.
O município começa a regredir nas décadas de 60 e 70, com a baixa da Agricultura. Nessa mesma época, o governo priorizou interesses de outros municípios, arrochando a cidade economicamente. Os luizalvenses foram para as cidades, atraídos pelo bom salário e prosperidade econômica. Pelas décadas de 1970 e 1980 surgiu o plantio da banana, que fez com que diminuísse o êxodo rural e o município desenvolveu-se bastante economicamente.
Aproximadamente em 1977, durante o governo de Wilibaldo Bylardt, e a assistência de Miro Hess, iniciou-se a abertura da SC-413, a eletrificação rural, a retificação das estradas, o ginásio de esporte e o campo da SERAL, calçamento da rua 18 de Julho — no bairro Centro, construção do prédio do BESC, construção de pontes nas comunidades, abastecimento de água – represa e reservatório, obras importantes para o desenvolvimento urbano da região.

### As maiores enchentes
- 1880 – Logo nos primeiros anos de colônia já houve uma grande enchente que geraram muitos prejuízos para os que ali viviam. As chuvas duraram de 22 a 23 de setembro, houve relatos de que as águas levavam o gado, as plantações, o que mais houvesse pela frente. Perderam a vida 25 colonos (afogados e soterrados), houve deslizamentos de terra, e diversas plantações e pastagens próximas às margens dos rios foram soterradas com terra e areia que veio com as águas.
- 1911 – Neste ano Luiz Alves viu-se outra vez sob o domínio das águas. Não se registrou vítimas humanas. Os prejuízos foram todos indenizados com auxílio vindos de diversos pontos do país e de Hamburgo.
- 1970 – Uma tromba d’água que eclodiu em todo o município na noite do dia 2 de fevereiro fez com que os rios enchessem rapidamente, o nível das águas superou a de 1880. Grandes quantidades de animais afogaram-se, e plantações ficaram debaixo das águas. Não houve vítimas humanas.
- 1983 e 1984 – Outras enchentes relevantes.
- 2008 – 21, 22 e 23 de novembro de 2008, ocorreu uma das maiores tragédias na região. O nível das águas foi maior que o da enchente de 1983/1984, porém não a de 1970. Em prejuízos, contudo, superou: deslizamentos de terra, as margens dos rios foram praticamente todos aterrados com terra e areia, 11 pessoas perderam a vida por deslizamentos de terra — nenhuma por afogamento —. O município ficou cerca de 5 dias sem energia elétrica, 6 dias sem os serviços telefônicos, 5 dias isolado dos demais municípios. Centenas de casas foram destruídas ou danificadas e centenas de pessoas desabrigadas, várias pontes caíram, estradas e ruas sem condições de tráfego por conta de crateras e deslizamentos de terra em ruas.
- 2011 – 21 e 22 de janeiro de 2011, uma tromba d’água entre 18h30 e 20h30 assolou Luiz Alves e região. No município, choveu em aproximadamente duas horas cerca de 150 mm de chuva, o nível do rio Luiz Alves subiu pouco mais de 6 metros do seu nível normal e 8 bairros ficaram isolados do município. Houve inundações em residências e comércio principalmente nos bairros Vila do Salto, Dom Bosco, Centro, Braço Elza, Vila Nova e Rio do Peixe; nos demais bairros houve inundações mas não chegou a atingir residências. Houve outros prejuízos como perdas na agricultura e deslizamentos de terra em vários pontos no município, mas felizmente não houve vítimas.
- 2011 – 25 de fevereiro, uma tromba d’água no início da manhã assolou apenas a cidade de Luiz Alves. Foram cerca de 3 horas de muita chuva, cerca de 120mm, o que foi o bastante para se contabilizar inúmeros prejuízos materiais. O nível do rio Luiz Alves subiu pouco mais de 5 metros do seu nível normal e o bairro Braço Cunha ficou isolado devido à queda de uma ponte. Houve também inundações em residências e comércio principalmente nos bairros: Vila do Salto, Dom Bosco, Centro, Braço Elza, Vila Nova, Alto Canoas, Braço Miguel, Baixo Canoas e Rio do Peixe. Nos demais bairros ocorreram inundações, mas não chegou a atingir residências.

### Origem do nome do município
Muitas são as versões sobre o nome do município, mas a mais aceita é a envolvendo Dom Luiz Alves, e de seu escravo que também era chamado de Luiz Alves. Por ele ter começado ali a colonização de Ilhota, então foi dado o nome ao rio de Luiz Alves. Ele também acompanhou os imigrantes italianos até a colônia de Luiz Alves.
Com a grande popularidade da cachaça e de outros produtos, a nova colônia necessitava de comunicação. Então começava a aparecer as correspondências. Ofereceu-se este trabalho ao negrinho Luiz Alves que pegava as encomendas e saia correndo até os núcleos. Quando alguém lhe perguntava como era o nome da colônia, simplesmente respondia que não sabia. Apenas tinha certeza que ia a 3 núcleos; dos italianos, alemães e portugueses. 

### O histórico da religião católica em Luiz Alves
A colônia Luiz Alves foi iniciada em 1877 com a chegada dos primeiros imigrantes italianos, logo após seguidos pelos alemães e portugueses ao município. Em 1879 já estava edificada a primeira e simples capela dedicada a São Vicente de Paulo. Em 1899, foi construída a segunda capela, com licença dada pelo bispo de Curitiba, Dom Duarte Leopoldo e Silva.
Em 1912 foi criada a Paróquia São Vicente de Paulo. A atual igreja matriz São Vicente de Paulo foi iniciada a sua construção em 1941 e concluída em 1952. Em setembro de 2002 foi comemorado o seu jubileu áureo da sua construção e em 2012 comemorado seu centenário da paróquia. Umas das curiosidades da paróquia é que toda a igreja é feita de tijolo maciço, sem composição de ferro. Os dois sinos que estão na torre principal o então governador do estado Irineu Bornhausen os doou no natal de 1937.
Em novembro de 1977 foi comemorado o centenário da fundação da colônia de Luiz Alves. No dia 2 de dezembro de 2007 foram comemorados os 130 anos da imigração italiana. Em 18 de julho de 2008 foi comemorado o cinquentenário de emancipação política do município de Luiz Alves. Em 2012, será comemorado o centenário da criação da Paróquia São Vicente de Paulo.
Atualmente a Paróquia São Vicente de Paulo (Centro de Luiz Alves), tem 17 capelas espalhadas por todo o município.

## Símbolos oficiais
Luiz Alves possui três símbolos oficiais: o brasão, a bandeira e o hino.
- O brasão de Luiz Alves (significado das cores e figuras):

Escudo Português, a Cruz, a Moenda, o Arado (todos estes estilizados em prata), quadriculado em cor verde. Coroa mural de prata forrada de vermelho com quatro torres abertas do segundo. Divisa, “Luiz Alves”, de prata em listel vermelho, que contém as seguintes datas: 1877 e 1958 (o período da colônia Luiz Alves)
- A bandeira municipal de Luiz Alves (significado das cores e figuras):

Verde: matas do nosso município;
Amarelo: a riqueza do nosso município;
Escudo/centro: Arado: a agricultura do nosso município;
Cruz: a forte religiosidade em nosso município;
Moenda: a forte produção de cachaça em nosso município;
- O hino da cidade, simplesmente intitulado "Hino de Luiz Alves", e foi instituído pela Lei nº 278/77.

## Prefeitos
Pela lei estadual n° 348 de 21 de Junho de 1958, Luiz Alves passou a município, sendo instalado oficialmente em 18 de julho de 1958, sendo nomeado prefeito provisório Remaclo Otaviano Seara – mandato – 18 de agosto de 1958 a 31 de janeiro de 1959.
| Nome                       | Início do Mandato | Fim do Mandato |
| -------------------------- | ----------------- | -------------- |
| Guilherme Schwanke         | 1959              | 1964           |
| Leopoldo Schoepping        | 1964              | 1969           |
| Anselmo Kraisch            | 1969              | 1973           |
| Orlando da Silva           | 1973              | 1977           |
| Wilibaldo van den Bylaardt | 1977              | 1982           |
| José Gonsaga Alberto Simão | 1983              | 1988           |
| João Tarcísio Rech         | 1989              | 1992           |
| José Braz Müller           | 1993              | 1996           |
| Valdir Schappo             | 1997              | 2000           |
| Érico Gielow Neto          | 2001              | 2004           |
| Érico Gielow Neto          | 2005              | 2008           |
| Viland Bork                | 2009              | 2012           |
| Viland Bork                | 2013              | 2016           |
| Marcos Pedro Veber         | 2017              | 2024           |

## Bairros
- Centro
- Vila do Salto
- Braço Paula Ramos
- Braço Serafim
- Alto Serafim
- Braço Dauer
- Braço Francês
- Braço Joaquim
- Braço Costa
- Braço Bugre
- Braço da Onça
- Alto Máximo
- Baixo Máximo
- Braço Comprido
- Braço Miguel
- Braço Cunha
- Braço Elza
- Alto Braço Miguel
- Braço Freimann
- Ribeirão do Padre
- Braço Belga
- Boa Vista
- Vila Nova
- Baixo Canoas
- Rio Canoas
- Braço Arataca
- Braço Gavião
- Serrinha
- Rio Novo
- Rio do Peixe
- Laranjeiras
- Garuva
- Garuvinha

Obs.: O nome de alguns dos bairros de Luiz Alves traz a palavra Braço na frente, que vem da língua italiana e significa pequenos rios.

## Localização e limites
Luiz Alves está localizado a uma latitude 26º43'14" sul e a uma longitude 48º55'58" oeste, no Vale do Itajaí, Estado de Santa Catarina.
Tem como limites territoriais os municípios de Barra Velha e Massaranduba ao norte; Gaspar e Ilhota ao sul; Navegantes e Piçarras a leste; Blumenau, Gaspar e Massaranduba a oeste e São João do Itaperiú.

### Vias de acesso
Luiz Alves tem como principal ligação, no sentido norte-sul, a SC-413, que se inicia em Navegantes na conexão com a BR-470, com 29 km de asfalto até a sede do município. Essa rodovia estadual está projetada para seguir até o município de Massaranduba, mas está pavimentada apenas até a divisa com esse município.
O segundo acesso regional importante é o que liga Luiz Alves a Gaspar e Blumenau pela rua Prefeito Wyllibald Van Den Bylaartdt, denominada SC-414, que possui 12 km de extensão até a divisa com Gaspar, hoje a rodovia SC-414 no trecho de Luiz Alves tem todo o seu trajeto asfaltado. Há também outras estradas municipais que ligam aos municípios vizinhos: para São João do Itaperiú estrada Braço Elza, estrada rio Canoas, estrada da Serrinha e da Arataca; para Piçarras a estrada do rio Novo, comunidade de Medeiros; para Massaranduba a estrada do Alto Braço Miguel e o trecho da Rod. SC-413 não pavimentada; para Ilhota as estradas da Fruteira, Laranjeiras, do Máximo e do Baú Seco.

### Distância entre Luiz Alves e algumas cidades do estado de Santa Catarina
| - Florianópolis: 140 km - Itajaí: 40 km - Navegantes: 36 km - Blumenau: 30 km - Joinville: 99 km - Rio do Sul: 150 km - São Joaquim: 307 km - Chapecó: 487 km |

Fonte: Prefeitura Municipal de Luiz Alves

## A agricultura e a pecuária
Luiz Alves, mesmo com o êxodo rural que sofreu entre 1970 e 1980, é um município essencialmente agrícola. Nos últimos anos o município tem feito o máximo para evitar o êxodo rural e incentivar o cultivo agrícola.
Aproximadamente 75% das famílias luizalvenses trabalham na lavoura, da qual tiram seu sustento.
O produto mais destacado do município é a banana, sendo que Luiz Alves é o segundo maior produtor catarinense de banana. São produzidos no município também a cana-de-açúcar, o arroz, o milho, o feijão, a mandioca, o café, o sorgo vassoureiro, e produtos como beterraba, pepino, repolho, tomate, couve-flor, alface, cenoura e nabo, entre outros tipos de tempero.
No município de Luiz Alves a pecuária é baseada essencialmente na criação de bovinos, suínos, equinos e a avicultura, na qual a maioria das aves são criadas em granjas.

## Hidrografia
O sistema hídrico do município de Luiz Alves, dominado pelo rio do mesmo nome, insere-se aos rios da Vertente Atlântica ou Bacia de Leste, sendo um dos afluentes principais do rio Itajaí-Açu. O rio Luiz Alves drena, juntamente com seus afluentes, os terrenos cristalinos, apresentando um perfil longitudinal razoavelmente acidentado em seu curso superior, perdendo esta característica na planície de acumulação junto à área urbana, onde chega a formar alguns meandros. Os rios que ocorrem no município de Luiz Alves são os seguintes:
| Número | Rio ou ribeirão            | Extensão (km) |
| ------ | -------------------------- | ------------- |
| 01     | Rio Luiz Alves             | 38,5          |
| 02     | Rio Novo                   | 13,5          |
| 03     | Rio Canoas                 | 16,0          |
| 04     | Ribeirão Miguel            | 11,0          |
| 05     | Ribeirão Elza              | 5,0           |
| 06     | Ribeirão Braço Comprido    | 3,0           |
| 07     | Ribeirão do Padre          | 3,0           |
| 08     | Riberão Braço Cunha        | 4,5           |
| 09     | Córrego Arataca            | 4,5           |
| 10     | Córrego Braço Gavião       | 3,5           |
| 11     | Ribeirão Sorocaba          | 6,5           |
| 12     | Ribeirão Laranjeira        | 5,0           |
| 13     | Ribeirão Canharana         | 2,0           |
| 14     | Ribeirão da Anta           | 4,0           |
| 15     | Ribeirão Rio do Peixe      | 2,2           |
| 16     | Ribeirão Boa Vista         | 6,5           |
| 17     | Ribeirão Belgo             | 5,0           |
| 18     | Ribeirão Máximo            | 10,0          |
| 19     | Ribeirão Francês (Máximo)  | 3,5           |
| 20     | Ribeirão Serafim           | 15,0          |
| 21     | Ribeirão Braço Bugre       | 3,0           |
| 22     | Ribeirão Braço joaquim     | 3,0           |
| 23     | Ribeirão Braço Costa       | 2,5           |
| 24     | Ribeirão Cede              | 4,5           |
| 25     | Ribeirão Francês (Serafim) | 7,0           |
| 26     | Ribeirão Paula Ramos       | 11,0          |
| 27     | Córrego Canoinhas          | 3,0           |
| 28     | Ribeirão Lagoa             | 7,0           |
| 29     | Córrego Serrinha           | 8,5           |
| 30     | Córrego Braço Serrinha     | 4,0           |
| 31     | Córrego Engenho            | 2,0           |

Total: 212,2 km.
A bacia hidrográfica do rio Luiz Alves é composta por onze microbacias hidrográficas em função da drenagem principal de cada uma delas.
Microbacias do Rio Luiz Alves:
| Microbacia             | Área (ha) | Localização     |
| ---------------------- | --------- | --------------- |
| Ribeirão Braço Miguel  | 2033,7    | Margem esquerda |
| Rio Novo               | 1008,7    | Margem esquerda |
| Ribeirão Braço Elza    | 1749,2    | Margem esquerda |
| Ribeirão do Padre      | 790,2     | Margem esquerda |
| Rio Canoas             | 5957,5    | Margem esquerda |
| Ribeirão da Lagoa      | 722,5     | Margem esquerda |
| Ribeirão Braço Serafim | 5852,7    | Margem direita  |
| Ribeirão Máximo        | 2288,7    | Margem direita  |
| Ribeirão Braço do Baú  | 77,2      | Margem direita  |
| Ribeirão Belgo         | 872,5     | Margem direita  |
| Ribeirão Sorocaba      | 3681,4    | Margem direita  |
| Ribeirão da Anta       | 635,1     | Margem direita  |
| Córrego Fruteira       | 373,0     | Margem direita  |

O estado de conservação da bacia hidrográfica principal e de seus afluentes é razoável, com algumas ressalvas para os usos inadequados, como a ausência de vegetação ciliar nas áreas urbanas e nas proximidades de cultivos florestais e de banana. A deficiência dos sistemas de coleta e tratamento de esgotos nas áreas urbanizadas também tem contribuído para a degradação das bacias.
Fonte: Prefeitura Municipal de Luiz Alves

## Turismo
Todos os anos, no mês de julho, a cidade festeja a safra de cana-de-açúcar e a produção da aguardente com a Festa Nacional da Cachaça, que leva milhares de visitantes ao município. uma das principais atrações é o processo de industrialização e destilação da cachaça, obtida através da cana-de-açúcar e da banana, nos cerca de 50 alambiques do município.

### Festa Nacional da Cachaça
A Festa Nacional da Cachaça, mais conhecida como Fenaca, teve sua primeira edição em julho de 1984, mês de aniversário do município de Luiz Alves e foi idealizada durante o mandato do prefeito José Alberto Gonzaga Simão.
Teve sua abertura em uma sexta-feira, pelo então governador Esperidião Amin e se estendeu por três dias. Aproximadamente 25 mil pessoas passaram pela Fenaca, entre moradores, visitantes de outras cidades e estados e até mesmo alguns estrangeiros.
Durante a Fenaca, Luiz Alves recebe os maiores produtores de cachaça do Município e do Estado de Santa Catarina, que exibem toda a sua produção, permitindo a degustação e comercialização em meio a um ambiente festivo, com opções de gastronomia típica, cultura e entretenimento musical.
Ao longo do tempo, o evento se consolidou, podendo englobar um leque de outros segmentos, como feira agroindustrial e mostra econômica. Por isso, a Fenaca torna-se cada vez mais um evento de grande importância para o turismo catarinense, promovendo a visibilidade dos produtos de Luiz Alves e de seus apoiadores junto ao público.
A cidade é conhecida como a “Terra da Cachaça”, devido aos seus produtos de qualidade reconhecidos nacional e internacionalmente. As cachaças luizalvenses são constantemente premiadas em concursos importantes, como na Expocachaça, maior evento do setor no mundo e no Concurso Mundial de Bruxelas.
Além da Festa Nacional da Cachaça, outra festa acontece simultaneamente a ela, a Festa da Banana. A cidade de Luiz Alves é classificada como a 2ª maior produtora de bananas do estado de Santa Catarina e a maior exportadora da fruta no Estado.

## Meios de comunicação
O município não conta com emissoras de televisão. Havia apenas uma emissora de rádio no município, mas a fecharam. Pela década de 70 a meados de 80 existia a repetidora da RBS TV canal 3, que distribuía imagem para todo o município. Por questão nunca esclarecida, foi desativada. Então, na década de 80 após esta repetidora ter sido desativada a prefeitura colocou uma antena repetidora de canais no morro da onça que contava com as Redes de TV: a RBS (Globo) e a TV BV (Band), entretanto por problemas financeiros foi deixada de ser mantida no início da década de 90 pela prefeitura. A solução era então a população adquirir uma parabólica. Atualmente em população Luiz Alves é o Município que mais possui parabólicas no estado de Santa Catarina. Infelizmente, até hoje são poucos os canais que pegam sem a parabólica. Os únicos canais que pegam são a NSC TV – Blumenau, a NSC TV - Joinville e a RIC Record – Itajaí.
Existem telefones celulares fixos que estão atingindo quase todos os bairros.
Por diversos anos, circulou no município o jornal Folha de Luiz Alves. Atualmente o município conta com a circulação semanal do jornal Folha Luiz Alves.. Circulam ainda os jornais: Jornal de Santa Catarina, Diário Catarinense e A Notícia, bem como o semanal Jornal do Comércio, jornal regional.
Em 1928 o município de Itajaí contratou com a Companhia Telefônica Catarinense os serviços telefônicos para Luiz Alves, o que só se tornou realidade 50 anos depois.
Em 1927 foi contratado o serviço de força e luz.
Em 1930 houve a instalação dos correios e telégrafos, que hoje funciona no bairro de Vila do Salto.